# Dia Internacional contra la Corrupció

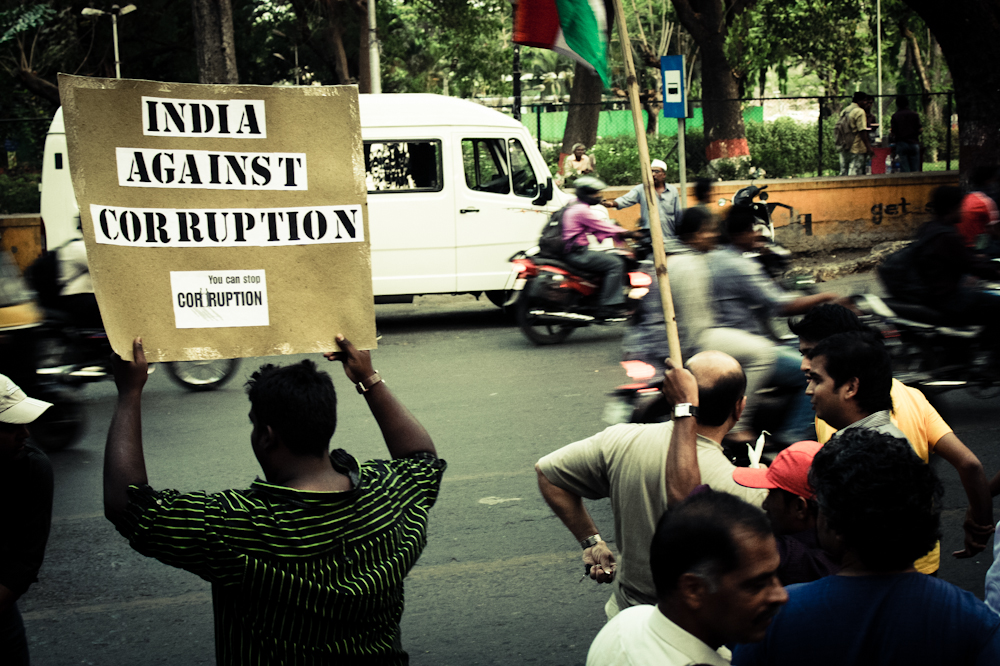
Dia Internacional contra la Corrupció

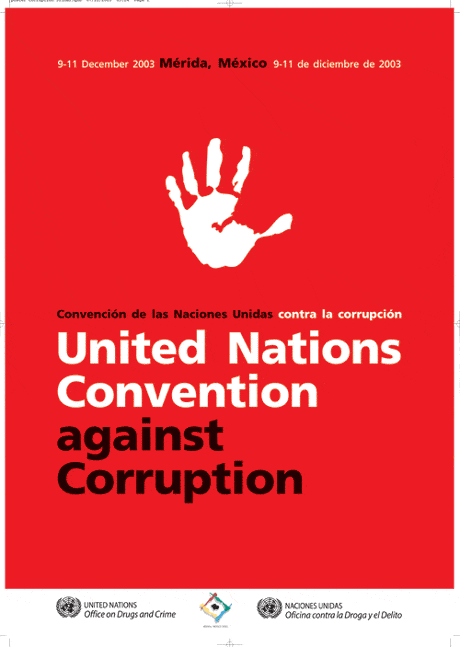
Convenció de les Nacions Unides contra la Corrupció

L'Assemblea General de les Nacions Unides va decidir que es proclami el 9 de desembre, el Dia Internacional contra la Corrupció.

## Celebració
El 31 d'octubre de 2003, l'Assemblea General de les Nacions Unides en la Resolució 58/4 "decideix que, a fi d'augmentar la sensibilització respecte de la corrupció, així com del paper que pot exercir la Convenció per combatre-la i prevenir-la, es proclami el 9 de desembre Dia Internacional contra la Corrupció".
| «                                    | Tema 2015: Trenca la cadena de la corrupció! La corrupció és un complex fenomen social, polític i econòmic, que afecta a tots els països. Per exemple, soscava les institucions democràtiques en distorsionar els processos electorals, pervertir l'imperi de la llei i crear atorrolladors burocràtics, l'única raó dels quals de ser és la de sol·licitar suborns. També atrofia els fonaments del desenvolupament econòmic, ja que desalimenta la inversió estrangera directa i a les petites empreses nacionals els resulta sovint impossible superar les «despeses inicials» requerides per la corrupció. El 31 d'octubre de 2003, l'Assemblea General va aprovar la Convenció de les Nacions Unides contra la Corrupció, que va entrar en vigor al desembre de 2005, i va demanar al Secretari General que designés a la Oficina de les Nacions Unides contra la Droga i el Delicte (UNODC) com la secretaria per a la Conferència dels Estats Parteixes de la Convenció. Per crear consciència contra aquesta xacra i difondre el valuós paper de la Convenció a l'hora de lluitar contra ella i prevenir-la, l'Assemblea també va designar el 9 de desembre com a Dia Internacional contra la Corrupció. | » |
| — Organització de les Nacions Unides | |   |

Se sap que als països en els quals es perceben alts nivells de corrupció, l'ingrés per capita és menor; la distribució de l'ingrés és més injusta; hi ha baixos nivells d'inversió estrangera i nacional, així com baixos nivells de creixement econòmic. El grau de desenvolupament d'un país està relacionat negativament amb els nivells de percepció de la corrupció, per la qual cosa podem dir que aquesta és una de les característiques del subdesenvolupament.
La corrupció fa que es destinin recursos públics a projectes en els quals hi ha més probabilitats d'obtenir un benefici personal, més coneguts com a "elefants blancs", a costa de les prioritats del desenvolupament del municipi, de l'estat o del país. Aquests "paquiderms" no solament allunyen recursos de les necessitats reals d'inversió, sinó que amb l'afany de lucre, els seus promotors solen transgredir normes de seguretat i de protecció a l'ambient, causant pèrdues addicionals per a la societat i per a l'ecosistema.
La relaxació en les normes jurídiques promou la corrupció, afavoreix el frau, l'evasió fiscal i el creixement d'economies informals. La corrupció també llastima als sistemes de procuració i impartició de justícia i redueix en general la qualitat dels serveis públics. La corrupció no solament genera més corrupció, sinó que promou la impunitat i limita la capacitat dels governs per combatre-la, creant un cercle viciós que de no detenir-se, pot créixer i tornar-se incontrolable.

## Temes del Dia Internacional contra la Corrupció
| Any  | Tema                                  |
| ---- | ------------------------------------- |
| 2015 | Trenca la cadena de la corrupció!     |
| 2014 | Trenca la cadena de la corrupció      |
| 2013 | Zero corrupció - 100% Desenvolupament |
| 2012 | Actua des d'avui contra la corrupció  |
| 2011 | Actua des d'avui contra la corrupció  |
| 2010 | "Corrupció - el teu NO compta"        |
| 2009 | "Corrupció - el teu NO compta"        |
| 2008 | "Corrupció - el teu NO compta"        |
| 2007 | "Corrupció - el teu NO compta"        |
| 2006 | "Tu pots parar la corrupció"          |
| 2005 | "Tu pots parar la corrupció"          |
| 2004 | "Amb la corrupció, tots paguen"       |